# Corallus batesii
La boa esmeralda (Corallus batesii) es una especie de serpiente arborícola de la familia Boidae. Su distribución abarca las selvas amazónicas del oeste y noroeste de América del Sur, más precisamente Colombia, oeste de Brasil, Ecuador, Perú y Bolivia. Actualmente no hay subespecies reconocidas.

## Descripción
Es un ofidio de mediano tamaño que rara vez supera el 1,80 m de longitud, siendo las hembras generalmente más grandes que los machos. Su coloración en ejemplares adultos es de un fondo verde brillante en el dorso y puede variar de blanco a crema o amarillo en la zona ventral; suelen tener pequeñas franjas blancas en el dorso, usualmente atravesadas por una línea blanca que recorre todo el cuerpo. Es considerablemente más corpulenta que la mayoría de los representantes de su género.No presentan un dimorfismo sexual especialmente claro; las hembras suelen ser más grandes y los machos tienen los vestigios caudales que todas las boas y pitones presentan.
Posee una apariencia muy similar a Corallus caninus, de hecho eran consideradas la misma especie hasta el año 2009, cuando estudios genéticos y morfológicos determinaron que se trataban de especies diferentes. Una de las principales diferencias entre ambas especies es el número de escalas en todo el hocico a nivel de la sutura entre el tercer y cuarto supralabial (3-12, media = 6,9 +/- 1,6 en C. batesii; 2- 6, media = 3,4 +/- 1,1 en C. caninus), además del hecho de que tienen diferentes secuencias de ADN mitocondrial; otra diferencia morfológica, aunque más relativa, es que en C. batesii la raya que recorre longitudinalmente el dorso es mucho más frecuente que en C. caninus.
Al igual que C. caninus posee dientes de gran tamaño, considerados proporcionalmente los más grandes dentro de todas las serpientes, los cuales les son útiles para cazar aves, ya que les permiten atravesar más fácilmente el plumaje.      

## Comportamiento y reproducción
Son estrictamente arbóreas y muy rara vez bajan al suelo. Se alimentan principalmente de mamíferos acordes a su tamaño, aunque también comen aves, reptiles y anfibios.
Su reproducción es similar a la de las demás especies de su género, siendo vivíparas y con una gestación que puede durar de 6 a 9 meses, siendo particularmente extensa entre las serpientes, pariendo camadas que pueden contener entre 3 a 20 crías aproximadamente. Comparte, junto con Corallus caninus y Morelia viridis, la característica de parir crias de una coloración rojo ladrillo o amarillo brillante, que luego se vuelve verde durante el primer año de vida. No se sabe con seguridad cual es el motivo de esta coloración en las crías; una hipótesis es que las serpientes recién nacidas tienen más facilidad para camuflarse entre las flores con esos colores que si fueran verdes.[cita requerida]
Como todas las boas del género Corallus su carácter es agresivo, solo en alguno casos de especímenes nacidos en cautiverio se logró que se muestren tranquilas ante su manipulación.

## Mantenimiento en cautividad
Actualmente esta especie se ha vuelto popular entre coleccionistas y criadores, aunque muchas veces se la confunde con Corallus caninus, que es más valorada.
Muchos criadores han cruzado esta especies con otras de su género, principalmente C. caninus y C. hortulanus, para obtener híbridos con patrones y colores poco comunes.
Para su mantenimiento en cautiverio se requiere lo mismo que para el resto de las especies del género: un terrario con más altura que ancho y largo, con abundantes ramas y follaje; una humedad relativa alta de entre un 70-90% que puede conseguirse con pulverizaciones manuales de agua una o dos veces al día o bien con sistemas automáticos de lluvia o vaporizadores; un gradiente de temperatura con un punto caliente a 30-32 °C y un punto frío a 26-28 °C, con una disminución general de la temperatura del terrario de 4-5 °C durante la noche, se recomienda que el calor provenga de arriba del terrario ya que simula el calor del sol; un fotoperíodo de 12 horas de luz y 12 de oscuridad durante todo el año excepto en la etapa de enfriamiento, en la cual se disminuyen las horas de luz junto con la temperatura; un recipiente con agua (aunque estas serpientes muy rara vez se bañan ni beben directamente ya que prefieren hacerlo absorbiendo las gotas de rocío que quedan en sus cuerpos, sin embargo suelen defecar en el agua; igualmente un recipiente con agua ayudara a mantener la humedad) y un sustrato que puede ser sencillamente papel periódico. Su alimentación es similar al resto de las serpientes mantenidas en cautiverio, con un roedor acorde a su tamaño una vez por semana será suficiente, aunque también pueden aceptar pollos, ranas o lagartijas, siempre del tamaño adecuado. Es bastante común en ejemplares en cautiverio la regurjitación, cuando las presas son demasiado grandes o la serpiente sufre de estrés. En algunos casos incluso esto se vuelve crónico, y hacer que se vuelva a alimentar normalmente es difícil.
Son ofidios poco activos, que pueden permanecer inmóviles enrollados sobre una rama por días; esto junto con su carácter agresivo hace de esta una serpiente perteneciente a la categoría "mirar y no tocar".
A diferencia de otras boas, éstas son más susceptibles a los cambios de humedad y temperatura, así como son más estrictas con respecto a su alimentación, por lo que son serpientes que no son precisamente fáciles de mantener.